# Шапаровка (Луганская область)
Шапаровка (укр. Шапарівка) — село, относится к Белокуракинскому району Луганской области Украины. Расположено на реке Козинка.
Население по переписи 2001 года составляло 481 человек. Почтовый индекс — 92251. Телефонный код — 6462. Занимает площадь 5,94 км². Код КОАТУУ — 4420986603.

## Местный совет
92250, Луганська обл., Білокуракинський р-н, с. Лизине  (укр.)